# The Best of Rondò Veneziano - Vol. 1
| Recensione | Giudizio |
| ---------- | -------- |
| AllMusic   | [ 1 ]    |

The Best of - Vol. 1 è una raccolta non ufficiale dei Rondò Veneziano pubblicata l'11 novembre 1996 dalla BMG Ariola. Il logo del gruppo è di Erminia Munari ed Enzo Mombrini, la copertina è di Victor Togliani.

## Il disco
Le tracce de Il flauto magico sono state rinominate in Die Zauberflöte e gli arrangiamenti sono di Ivano Pavesi. Le composizioni Bettina e Rondò veneziano sono entrate nella iTunes Top 100 Pop Songs d'Israele dal 1º al 7 giugno 2020 rispettivamente al 76º e al 78º posto.

## Tracce
1. Rondò veneziano (Gian Piero Reverberi e Laura Giordano)
2. Musica... fantasia (Gian Piero Reverberi e Laura Giordano)
3. Scaramucce (Gian Piero Reverberi e Laura Giordano)
4. Bettina (Gian Piero Reverberi e Laura Giordano)
5. Stagioni di Venezia (Gian Piero Reverberi e Ivano Pavesi)
6. La Serenissima (1992) (Gian Piero Reverberi e Laura Giordano)
7. Colombina (Gian Piero Reverberi e Laura Giordano)
8. Estro Armonico (Antonio Vivaldi e Ivano Pavesi)
9. Rialto (Gian Piero Reverberi e Laura Giordano)
10. Arlecchino (1983) (Gian Piero Reverberi e Laura Giordano)
11. Fantasia veneziana (Gian Piero Reverberi e Laura Giordano)
12. Divertissement (Gian Piero Reverberi e Laura Giordano)
13. Die Zauberflöte (Parte I) (Wolfgang Amadeus Mozart e Ivano Pavesi)
14. Die Zauberflöte (Parte II) (Wolfgang Amadeus Mozart e Ivano Pavesi)
15. Preludio all'amore (Gian Piero Reverberi e Laura Giordano)
16. Donna Lucrezia (Gian Piero Reverberi e Ivano Pavesi)
17. Don Giovanni (Wolfgang Amadeus Mozart e Ivano Pavesi)
18. La Giudecca (Gian Piero Reverberi e Laura Giordano)